# Cristián IX de Dinamarca
Cristián IX de Dinamarca (Schleswig, 8 de abril de 1818-Copenhague, 29 de enero de 1906) fue rey de Dinamarca desde su ascenso al trono en 1863  hasta su muerte en 1906. De 1863 a 1864, fue al mismo tiempo duque de Schleswig, Holstein y Lauenburg. Por nacimiento, fue un príncipe de la Casa de Oldemburgo. Era conocido como «el suegro de Europa». Fue el primer rey de Dinamarca de la Casa de Glücksburg
Al crecer como príncipe de Schleswig-Holstein-Sonderburg-Glücksburg, una rama menor de la Casa de Oldemburgo que había gobernado Dinamarca desde 1448, Cristián no estaba en la línea de sucesión inmediata al trono danés. Sin embargo, en 1852 fue elegido como heredero de la monarquía danesa debido a la extinción de la línea principal de la Casa de Oldenburgo. Tras la muerte del rey Federico VII de Dinamarca en 1863, Cristián (que era tío y primo de Federico) accedió al trono como el primer monarca danés de la Casa de Glücksburg. 
El comienzo de su reinado estuvo marcado por la derrota danesa en la Segunda Guerra de Schleswig y la posterior pérdida de los ducados de Schleswig, Holstein y Lauenburgo, que hicieron al rey inmensamente impopular. Los siguientes años de su reinado estuvieron dominados por disputas políticas, ya que Dinamarca solo se había convertido en una monarquía constitucional en 1849 y el equilibrio de poder entre el soberano y el parlamento todavía estaba en disputa. Cristián IX persistió en el derecho del monarca a elegir a sus propios ministros sin tener en cuenta a la mayoría del Folketing. El sistema solo cambió en 1901 cuando el rey finalmente fue persuadido a reconocer el parlamentarismo popular como una forma de gobierno en la que el primer ministro no tendría en su contra a la mayoría en el Folketing. A pesar de su impopularidad inicial y los muchos años de lucha política, donde el rey entró en conflicto con grandes sectores de la población, su popularidad se fue recuperando, y se convirtió en un icono nacional debido a la duración de su reinado y los altos estándares de moralidad personal con los que fue identificado.
Cristián se casó con su prima segunda, la princesa Luisa de Hesse-Kassel, en 1842. Sus seis hijos se casaron con otras familias reales europeas, lo que le valió el apodo de "suegro de Europa". Entre sus descendientes se encuentran Margarita II de Dinamarca, Carlos III del Reino Unido, Felipe de Bélgica, Harald V de Noruega, Felipe VI de España, Gran Duque Enrique de Luxemburgo, Constantino II de Grecia y las reinas Ana María de Dinamarca y Sofía de España.

## Biografía

### Nacimiento y familia

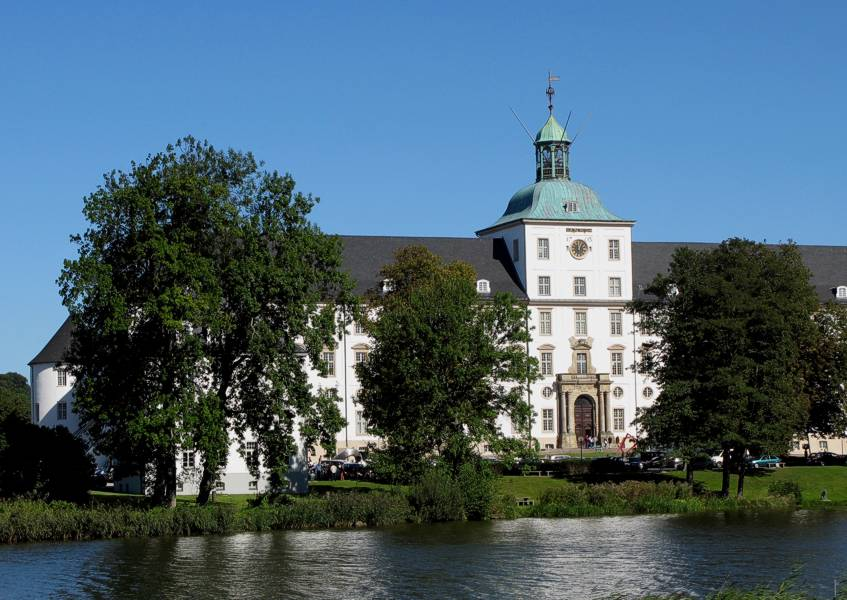
Lugar de nacimiento del príncipe Cristián Palacio de Gottorp, fotografiado en 2007.

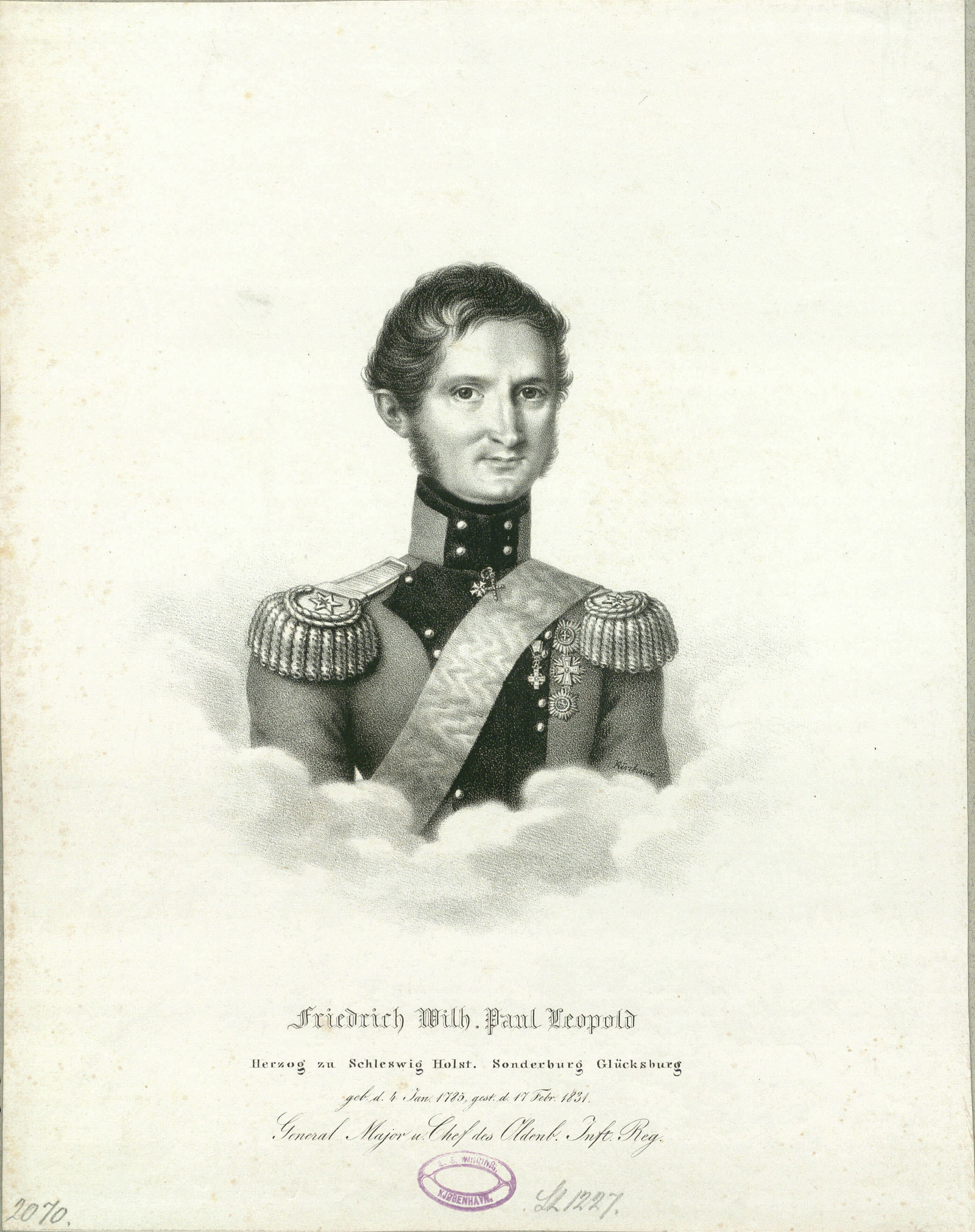
El padre de Cristián Federico Guillermo, duque de Schleswig-Holstein-Sonderburg-Beck

Cristián nació el 8 de abril de 1818 en el Palacio de Gottorp cerca de la ciudad de Schleswig en el ducado de Schleswig como príncipe Cristián de Schleswig-Holstein-Sonderburg-Beck, cuarto hijo de Federico Guillermo de Schleswig-Holstein-Sonderburg-Beck y la princesa Luisa Carolina de Hesse-Kassel. Fue nombrado así por el príncipe Cristián de Dinamarca, el posterior rey Cristián VIII, quien también fue su padrino. 
El padre de Cristián era el jefe de la casa ducal de Schleswig-Holstein-Sonderburg-Beck, una rama menor de la Casa de Oldenburgo. A través de su padre, Cristián era un descendiente directo del rey Cristián III de Dinamarca y un descendiente agnático (aunque menor) de Hedvig de Holstein (condesa de Oldenburgo), madre del rey Cristián I de Dinamarca, y  quien fue la heredera de su hermano Adolfo de Holstein, el último Schauenburg duque de Schleswig y conde de Holstein. Como tal, Cristián era elegible para suceder en los ducados gemelos de Schleswig-Holstein, pero no el primero en la línea.
La madre de Cristián era hija del landgrave Carlos de Hesse-Kassel, un mariscal de campo danés y gobernador real de los ducados de Schleswig y Holstein, y su esposa, la princesa Luisa de Dinamarca, hija de Federico V de Dinamarca. De esta manera, a través de su madre, Cristián era bisnieto de Federico V, tataranieto de Jorge II de Gran Bretaña y descendiente de varios otros monarcas, pero no tenía derecho directo a ningún trono europeo.
Nació el 8 de abril de 1818, en el castillo de Gottorp de la ciudad de Schleswig, siendo el cuarto hijo del Duque Federico Guillermo de Schleswig-Holstein-Sonderburg-Glücksburg (1785-1831) y de su esposa Luisa Carolina de Hesse-Kassel (1789-1867), hija de Luisa de Dinamarca (1750-1831). Por el lado materno descendía de Federico V de Dinamarca y de varias otras casas reales europeas, pero de ninguna de éstas era por línea directa.

### Juventud

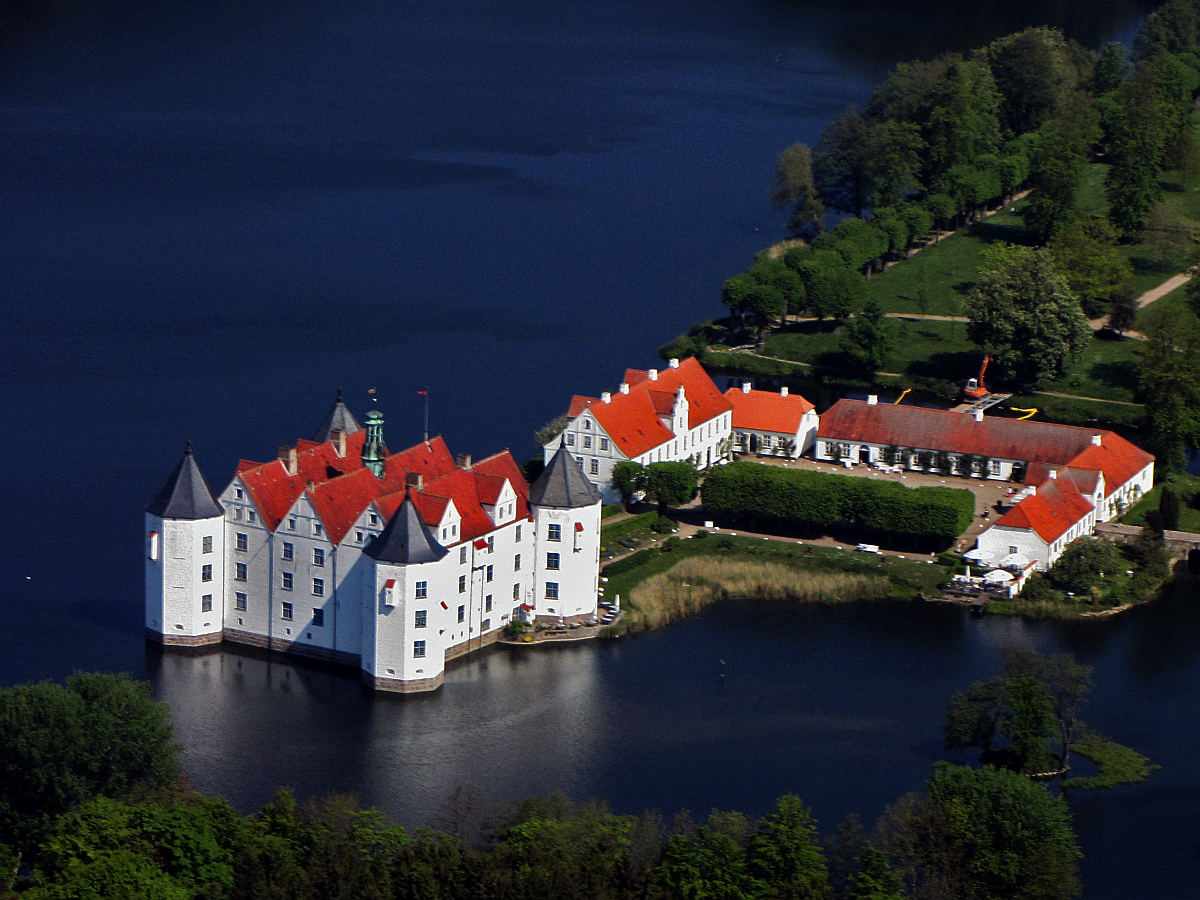
Hogar de la infancia del príncipe Cristián, el palacio de Glücksburg, fotografiado en 2012.

Inicialmente, Cristián vivía con sus padres y muchos hermanos en el palacio de Gottorp, donde la familia se quedaba con los suegros del duque Federico Guillermo. Sin embargo, el 6 de junio de 1825, Federico Guillermo sería nombrado duque de Glücksburg por su cuñado Federico VI de Dinamarca, ya que la antigua línea de Glücksburg se había extinguido en 1779. Entonces cambió su título a duque de Schleswig-Holstein-Sonderburg-Glücksburg y fundó una nueva línea de Glücksburg. Posteriormente, la familia se mudó al palacio de Glücksburg, donde Cristián fue criado con sus hermanos bajo la supervisión de su padre. Tras la muerte prematura del padre en 1831, Cristián se trasladó a Dinamarca y se educó en la Academia Militar de Copenhague. Ingresó en el ejército (donde alcanzó el grado de jefe de escuadrón) en el año 1837, y en 1848 fue nombrado comandante de la guardia de caballería.

### Matrimonio

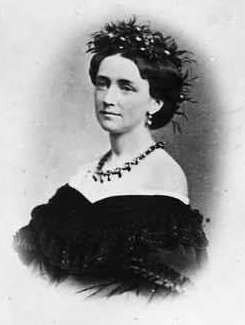
La esposa de Cristián Luisa de Hesse-Kassel.

Cuando era joven, Cristián buscó sin éxito la mano de su prima tercera, la reina Victoria del Reino Unido, en matrimonio. Después del fallido compromiso, contrajo nupcias en el palacio de Amalienborg de Copenhague el 26 de mayo de 1842, con su prima segunda, la landgravina Luisa Guillermina de Hesse-Kassel, hija de la princesa Luisa Carlota de Dinamarca y sobrina del rey Cristián VIII de Dinamarca.

### Heredero del trono

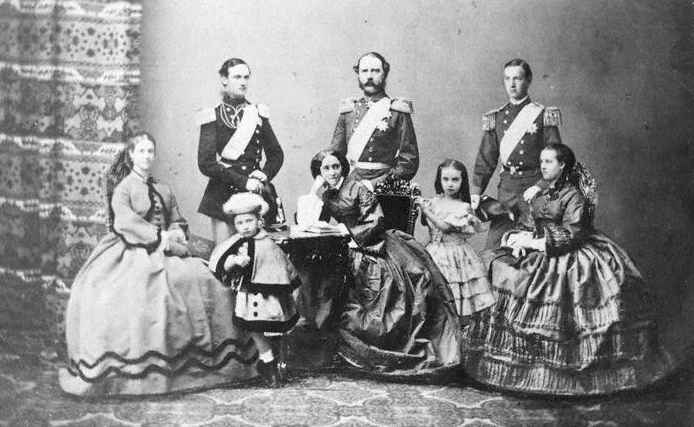
La familia de Cristián IX en 1862: (detrás, de izquierda a derecha) el príncipe Federico, Cristián IX, Guillermo; (sentados, de izquierda a derecha) Dagmar, Valdemar, Luisa, Thyra, Alejandra.

En 1852, con la aprobación de las grandes potencias de Europa, Cristián fue elegido por el rey Federico VII para ser heredero después de la extinción de la línea principal de la dinastía danesa, ya que el monarca parecía incapaz de engendrar hijos. Una justificación para esta elección fue su matrimonio con Luisa de Hesse-Kassel, quien, como sobrina de Cristián VIII de Dinamarca, estaba estrechamente relacionada con la familia real.

#### Escalada al trono
La falta de hijos de Federico VII había presentado un dilema espinoso y la cuestión de la sucesión al trono resultó problemática. La adhesión en Dinamarca de la ley Sálica y un floreciente nacionalismo en las partes de habla alemana de Schleswig-Holstein obstaculizaron todas las esperanzas de una solución pacífica. Las resoluciones propuestas para mantener unidos los dos Ducados a  Dinamarca resultaron insatisfactorios para los intereses tanto daneses como alemanes. Si bien Dinamarca adoptó la ley Sálica, esto solo afectó a los descendientes de Federico III de Dinamarca, quien fue el primer monarca hereditario de Dinamarca (antes de él, el reino era oficialmente electivo). La descendencia agnática de Federico III terminaba con la muerte sin hijos del rey Federico VII y de su tío, el príncipe Fernando. En ese punto, la ley de sucesión promulgada por Federico III preveía una sucesión semi-sálica. Sin embargo, había varias formas de interpretar a quién podía pasar la corona, ya que la disposición no era del todo clara en cuanto a si un reclamante al trono podía ser el pariente femenino más cercano o no.
Mientras las naciones de Europa se limitaban a contemplar, los numerosos descendientes de Hedvig de Holstein comenzaron a competir por el trono danés. Federico VII pertenecía a la rama principal de los descendientes de Hedvig. En 1863, Federico, duque de Schleswig-Holstein-Sonderburg-Augustenburg (1829-1880) (futuro suegro del Kaiser Guillermo II de Alemania), se proclamó a sí mismo Federico VIII, duque de Schleswig-Holstein. Federico de Augustenburg (como se lo conocía comúnmente) se había convertido en el líder del movimiento nacionalista alemán en Schleswig-Holstein después de que su padre (a cambio de dinero) renunciara a sus derechos como heredero de los ducados. En vista del protocolo de Londres de 1852, que dio por terminada la Primera Guerra de Schleswig, y la renuncia simultánea de su padre a sus derechos, el reclamo de Federico no fue reconocido por las partes firmantes en el protocolo.
Las parientes más cercanas de Federico VII eran su tía paterna, la princesa Luisa Carlota de Dinamarca, que se había casado con un vástago de la rama cadete de la Casa de Hesse, y sus hijas. Sin embargo, no eran descendientes agnáticos de la familia real, y por lo tanto, no eran elegibles para suceder en Schleswig-Holstein.
La heredera dinástica femenina que se considerada más elegible según la ley original de primogenitura de Federico III era Carolina de Dinamarca (1793-1881), la hija mayor del difunto rey Federico VI, y que no tenía hijos de su matrimonio. La seguía otra princesa sin hijos, su hermana Guillermina María de Dinamarca (1808-1891), duquesa de Glücksburg. La siguiente heredera era Luisa, hermana de Federico VI, que se había casado con el duque de Augustenburg. El descendiente de esa línea era Federico de Augustenburg, pero su turno habría llegado solo después de la muerte de y que estaban muy vivas en 1863.
La Casa de Glücksburg también tenía un significativo derecho a la sucesión al trono. Era una rama más joven de la dinastía real, pues también descendía de Federico III a través de la hija del rey Federico V de Dinamarca. Por último, había una rama agnática menor más que era elegible para tener éxito en Schleswig-Holstein. Estaba Cristián mismo y sus tres hermanos mayores, el mayor de los cuales, Carlos, no tenía hijos, pero los otros habían tenido hijos varones.
Pero el príncipe Cristián había sido un "nieto" adoptivo de la pareja real formada por Federico VI y la reina consorte María de Hesse-Kassel. Familiarizado con la corte de Copenhague y las tradiciones de los monarcas, el joven pupilo era sobrino nieto de la reina María y descendiente de un primo hermano de Federico VI. Había sido criado como danés, había vivido en las provincias de habla danesa y no se había convertido en un nacionalista alemán, lo que lo convirtió en un candidato relativamente bueno desde el punto de vista danés. Como descendiente de una rama agnática, era elegible para heredar Schleswig-Holstein, pero se encontraba en un lugar privilegiado. Como descendiente de Federico III, era elegible para heredar el reino de Dinamarca, aunque aquí tampoco se encontraba en una posición preferente.
En 1842, Cristián se acercó más al trono al casarse con la princesa Luisa de Hesse-Kassel, hija de la pariente más cercana de Federico VII, su tía, la princesa Luisa Carlota de Dinamarca. La madre y el hermano de Luisa, y la hermana mayor también, renunciaron a sus derechos a favor de Luisa y su esposo. La esposa del príncipe Cristián era entonces la heredera más cercana a Federico VII.
En 1852, la espinosa cuestión de la sucesión de Dinamarca fue resuelta por el Protocolo de Londres del 8 de mayo de 1852, a través del cual Cristián fue elegido como el siguiente en línea al trono después de Federico VII y su tío. La decisión fue implementada por la Ley Danesa de Sucesión del 31 de julio de 1853, más precisamente, la Real Ordenanza que establece la Sucesión a la Corona del Príncipe Cristián de Glücksburg, que lo designó como heredero de toda la monarquía danesa después de la extinción de la línea masculina de Federico III y le otorgó el título de Príncipe de Dinamarca.

### Sucesión yGuerra de los Ducados
Tras la muerte de Federico VII el 15 de noviembre de 1863, Cristián lo sucedió en el trono como Cristián IX. Dinamarca se vio inmediatamente inmersa en una crisis por el control y el estatus de Schleswig y Holstein, dos provincias en el sur de Dinamarca. En noviembre de 1863, Federico de Augustenburg reclamó sus derechos a los ducados gemelos tras la muerte del rey Federico. Bajo presión, Cristián firmó la Constitución Jurada de Dinamarca, por la que, entre otras medidas legislativas, proclamó la anexión de los ducados de Schleswig y Holstein. Cristián estaba preocupado por la firma de la Constitución, ya que temía problemas con el canciller prusiano Otto von Bismarck. Pero se enfrentó a una demanda pública – hubo manifestaciones frente al palacio donde las multitudes gritaban "Abajo el rey y viva Carlos XV", expresando su interés en la unión con Suecia-Noruega bajo un rey común. Del mismo modo, la prensa expresó sus dudas sobre si el nuevo rey firmaría la constitución, y también el Consejo Nacional y la representación ciudadana de Copenhague. De manera que al rubricar la Constitución, enfatizó que la responsabilidad recaería en el Gobierno, y escribió que firmaría bajo el deber, aunque no quería llevar al país a la desgracia. 
Esto dio lugar a la Segunda Guerra de Schleswig entre Dinamarca y una alianza prusiana / austriaca en 1864. Un impresionante ejército alemán de 70.000 hombres invadieron los territorios en litigio el 1 de febrero del año 1864. Sin embargo, Federico de Augustenburg no recibió el apoyo esperado de Bismarck, cuyo último objetivo era la anexión de Schleswig y Holstein a Prusia y no la creación de un nuevo estado independiente regido por el duque. El resultado de la guerra fue desfavorable para Dinamarca, que renunció a la soberanía de dichos ducados, más el de Lauemburgo, en virtud de la Paz de Viena, firmada el 30 de octubre del mismo año. Schleswig sería incorporado a Prusia en 1865 y Holstein fue incorporado igualmente a Austria en 1865 y luego a Prusia en 1866, después de un nuevo conflicto entre Austria y Prusia.
Después de la derrota, Cristián IX contactó con los prusianos a espaldas del gobierno danés, para ofrecer la unión de Dinamarca a la Confederación Germánica a cambio de mantener Schleswig y Holstein. Esta propuesta fue rechazada por Bismarck, quien temía que la lucha étnica en Schleswig entre daneses y alemanes permaneciera sin resolver. Las negociaciones de Cristián IX no se conocieron públicamente hasta que se publicaron en el libro Dommedag Als de 2010 de Tom Buk-Swientys, a quien la reina Margarita II le había otorgado acceso a los archivos reales.

### Reinado

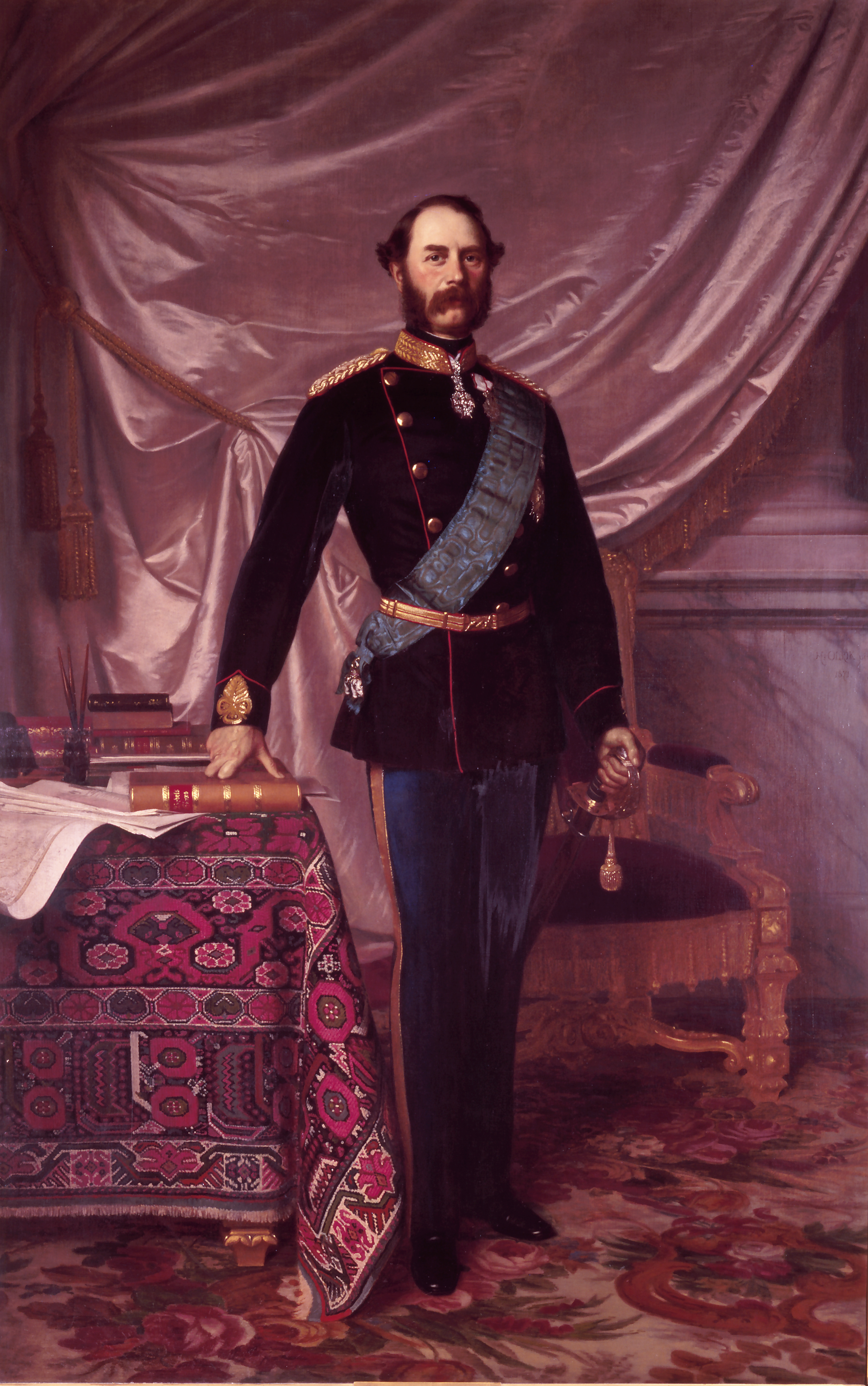
Cristián IX retratado por Henrik Olrik (1871)

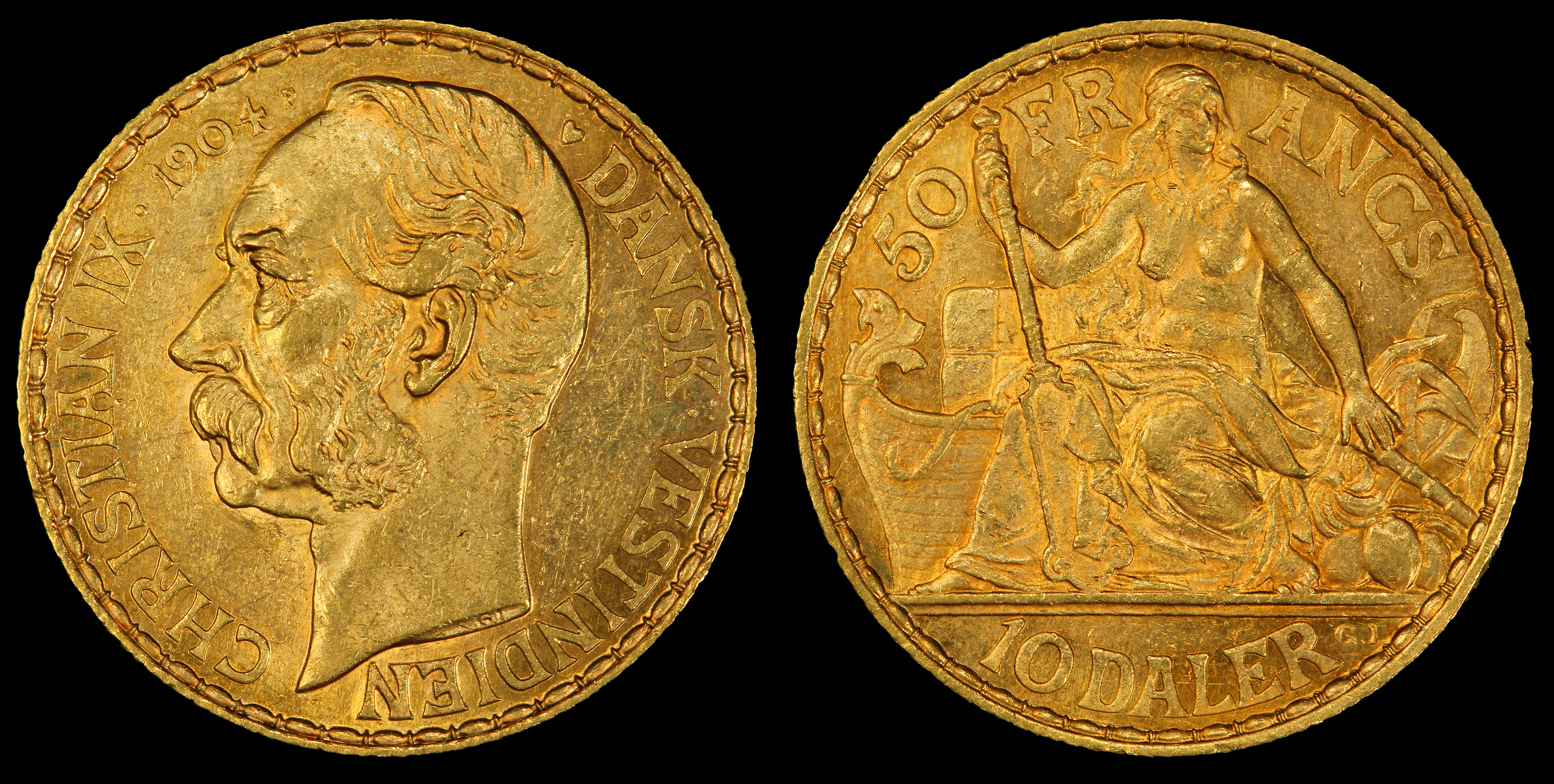
Moneda de 10 Daler de las Indias Occidentales Danesas con la efigie de Cristián IX (1904)

La derrota de 1864 arrojó una sombra sobre el reinado de Cristián IX que duraría muchos años y su actitud hacia la causa danesa -probablemente sin razón- fue considerada ambigua, pues se decía que había sido poco entusiasta. El 28 de julio de 1866 se promulgó otra Constitución, ya que la de 1864 se había redactado teniendo en cuenta los ducados perdidos en la guerra. La impopularidad del rey empeoró dadas las sucesivas crisis internas, causada por la lucha entre los elementos liberales y conservadores por el control del Rigsdag. Cristián IX se mostró partidario de un gobierno conservador y estaba muy consistentemente apegado al derecho de la monarquía a elegir a sus ministros, sin tener en cuenta los deseos del Folketing. Así apoyó al primer ministro autoritario y conservador Estrup, que mantuvo el poder entre 1875 y 1894, y que fue visto por muchos como una semi-dictadura, pues estuvo gobernando mediante compromisos, hasta el año 1894. Sólo después de una derrota devastadora de los conservadores en las elecciones de 1901, el rey fue persuadido en nombrar un Gobierno liberal, gracias, en gran medida, a la influencia de su nuera, la princesa María de Orleans. En 1901, pidió a Johan Henrik Deuntzer que formara gobierno, con miembros del Partido Agrario, siendo el primer gobierno danés en el que no formó parte el partido conservador Højre, a pesar de que este nunca había tenido la mayoría de los escaños en el Folketing. Este fue el comienzo del pleno parlamentarismo danés y claramente mejoró la reputación del rey en sus últimos años.
En 1874 Cristián IX realizó un viaje oficial a las islas Feroe e Islandia, convirtiéndose en el primer monarca danés reinante que visitaba las islas. En esa fecha, a pesar de su conservadurismo, firmó un tratado que permitía a Islandia tener su propia constitución, aunque bajo el dominio danés.
Otra reforma tuvo lugar en 1866, cuando se revisó la constitución danesa para que la Cámara Alta tuviera más poder que la Baja. La seguridad social también inició sus primeros pasos durante su reinado. Las pensiones de vejez se introdujeron en 1891 y las prestaciones familiares y de desempleo se introdujeron en 1892. 
Durante su reinado se fomentó el desarrollo económico del país a todos los niveles, con la importante participación de la Corona en el impulso industrializador y en el desarrollo e implantación de una agricultura y ganadería intensiva, destacando la introducción del cultivo de cereales, anteriormente endémico en el país.

### Muerte
La reina Luisa murió el 29 de septiembre de 1898 en el palacio Bernstorff, cerca de Copenhague. Crisitán murió en paz a los 87 años en el palacio de Amalienborg en Copenhague, después de un reinado de 42 años y 75 días. Tras  yacer en la capilla del palacio de Christiansborg, fue enterrado junto a la reina Luisa en la Capilla de Cristián IX en la catedral de Roskilde, el lugar de entierro tradicional para los monarcas daneses desde el siglo XV.
Tras la muerte del rey Crisitán IX el 29 de enero de 1906, el príncipe heredero Federico ascendió al trono como rey Federico VIII.

## Legado

### "Suegro de Europa"

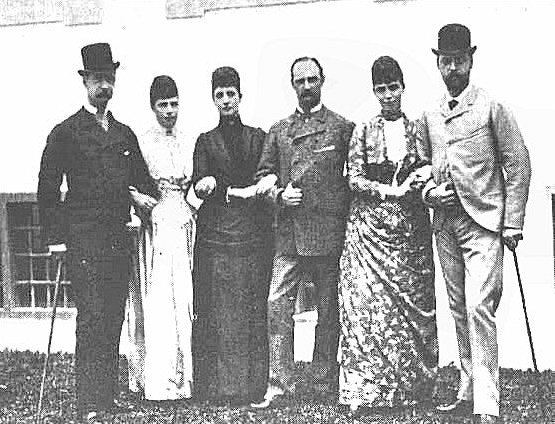
Los seis hijos de Cristián IX y la reina Luisa, fotografiados en 1882. Desde la izquierda: el rey Jorge I de Grecia, la emperatriz María Fiodorovna de Rusia, Alejandra, princesa de Gales, el príncipe heredero Federico de Dinamarca, la princesa Thyra y el príncipe Valdemar.

Los lazos familiares de Cristián con las familias reales de Europa le valieron el sobrenombre del "suegro de Europa". Cuatro de los hijos de Cristián se sentaron en los tronos (ya sea como monarcas o como consortes) de Dinamarca, Grecia, el Reino Unido y Rusia.
Su hija Thyra podría haberse convertido en reina de Hannover si su esposo, el príncipe Ernesto Augusto, no hubiera sido privado del trono tras su anexión por Prusia en 1866. A su hijo menor, Valdemar, le ofrecieron la corona de Bulgaria, pero tuvo que declinar bajo la presión internacional.
Su nieto, el príncipe Carlos de Dinamarca fue elegido por el parlamento noruego (Storting) para el cargo de nuevo monarca en 1905.
El gran éxito dinástico de sus seis hijos no debe ser atribuido enteramente al propio Christian, sino el resultado de las ambiciones de su esposa Luisa de Hesse-Kassel. Algunos han comparado sus capacidades dinásticas con las de la reina Victoria del Reino Unido. Un factor adicional fue que Dinamarca no era una de las grandes potencias, por lo que no se temía que el equilibrio de poder en Europa fuera amenazado por un matrimonio ventajoso que pudiera inclinar la balanza hacia un lado.
Hoy, la mayoría de las familias reales reinantes y ex reinantes de Europa son descendientes directos de Cristián IX, y la mayoría de los monarcas europeos actuales descienden de él, incluida la reina Margarita II de Dinamarca, la reina Isabel II del Reino Unido, el rey Felipe de Bélgica, el rey Harald V de Noruega, el rey Felipe VI de España y el gran duque Enrique de Luxemburgo. El príncipe y consorte del Reino Unido Felipe de Edimburgo —el último nieto de Jorge I de Grecia en morir— y la reina consorte de España Sofía también son descendientes agnáticos de Cristián IX, al igual que Constantino II, el último rey de los Helenos, y su consorte la reina Ana María. El rey Miguel I de Rumania y su esposa, la reina Ana de Rumania, también eran descendientes de Cristián IX.

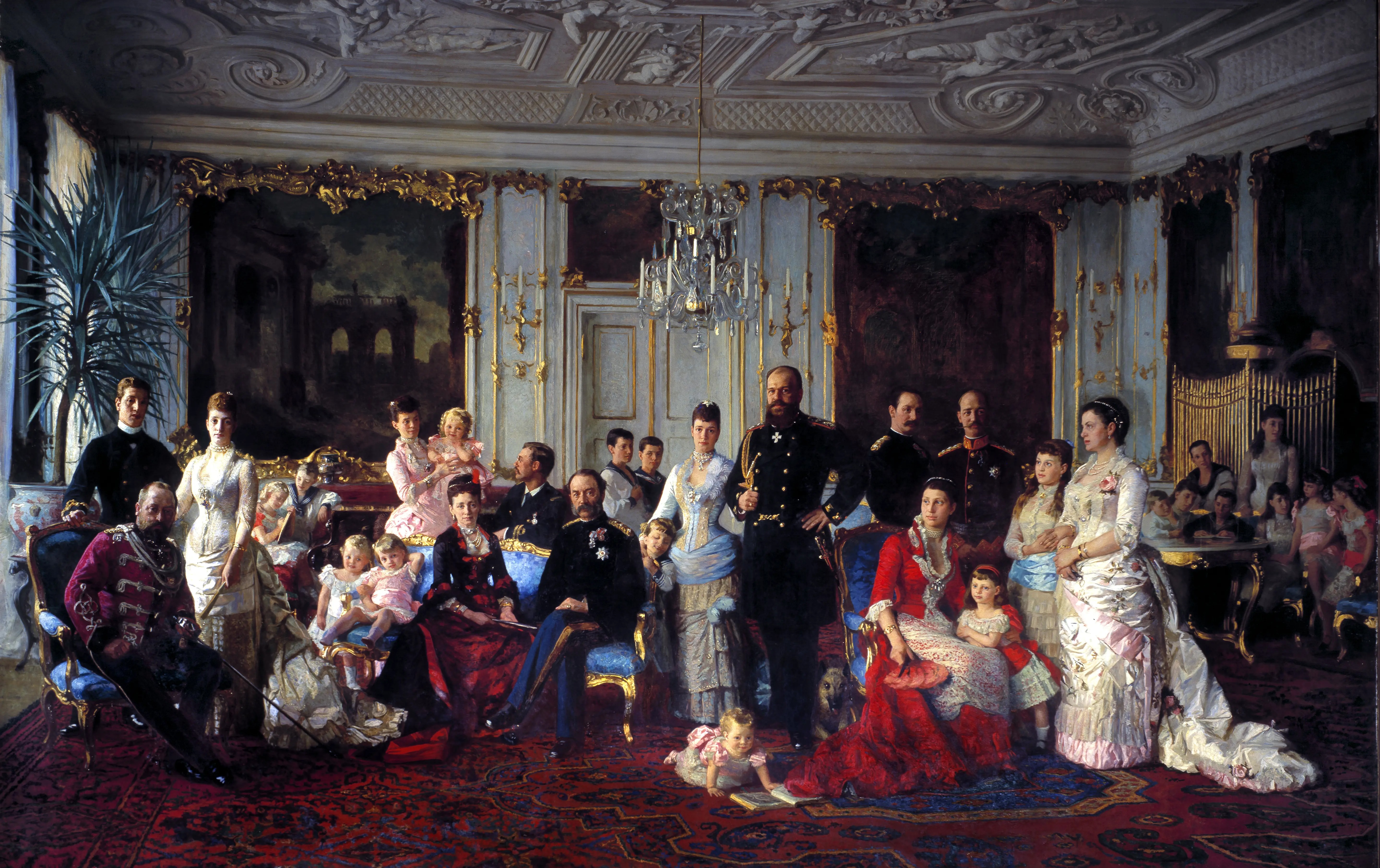
Cristián IX con su familia en el Palacio de Fredensborg en 1883 de Laurits Tuxen

## Familia

### Descendencia
De su matrimonio con la landgravina Luisa de Hesse-Kassel (1817-1898) nacieron:
| Imagen | Nombre                                                    | Duración de Vida                               | Consorte                                 | Descendencia |
| ------ | --------------------------------------------------------- | ---------------------------------------------- | ---------------------------------------- | --- |
|        | Cristián Federico Guillermo Carlos de Dinamarca           | 3 de junio de 1843 14 de mayo de 1912          | Luisa de Suecia                          | - Cristián Carlos Federico Alberto Alejandro Guillermo de Dinamarca - Cristián Federico Carlos Jorge Valdemar Absalón de Dinamarca - Luisa Carolina Josefina Sofía Thyra Olga de Dinamarca - Haroldo Cristián Federico de Dinamarca - Ingeborg Carlota Carolina Federica Luisa de Dinamarca - Thyra Luisa Carolina Amalia Augusta Isabel de Dinamarca - Cristián Federico Guillermo Valdemar Gustavo de Dinamarca - Dagmar Luisa Isabel de Dinamarca        |
|        | Alejandra Carolina María Carlota Luisa Julia de Dinamarca | 1 de diciembre de 1844 20 de noviembre de 1925 | Eduardo VII del Reino Unido              | - Alberto Víctor Cristián Eduardo del Reino Unido - Jorge Federico Ernesto Alberto del Reino Unido - Luisa Victoria Alejandra Dagmar del Reino Unido - Victoria Alejandra Olga María del Reino Unido - Maud Carlota María Victoria del Reino Unido - Alejandro Juan Carlos Alberto del Reino Unido |
|        | Cristián Guillermo Fernando Adolfo Jorge de Dinamarca     | 24 de diciembre de 1845 18 de marzo de 1913    | Gran Duquesa Olga Konstantínova de Rusia | - Constantino de Grecia - Jorge de Grecia - Alejandra de Grecia - Nicolás de Grecia - María de Grecia - Olga de Grecia - Andrés de Grecia - Cristóbal de Grecia |
|        | María Sofía Federica Dagmar de Dinamarca                  | 26 de noviembre de 1847 13 de octubre de 1928  | Alejandro III de Rusia                   | - Nicolás II de Rusia - Alejandro de Rusia - Jorge de Rusia - Xenia de Rusia - Miguel de Rusia - Olga de Rusia |
|        | Thyra Amalia Carolina Carlota Ana de Dinamarca            | 29 de septiembre de 1853 26 de febrero de 1933 | Ernesto Augusto de Hannover              | - Maria Catharina Johannsine Regine Jensen - María Luisa Victoria Carolina Amalia Alejandra Augusta Federica de Hannover - Jorge Guillermo Cristián Alberto Eduardo Alejandro Federico Valdemar Ernesto Adolfo de Hannover - Alejandra Luisa María Olga Isabel Teresa Vera de Hannover - Olga Adelaida Luisa María Alejandrina Inés de Hannover - Cristián Federico Guillermo Jorge Pedro Valdemar de Hannover - Ernesto Augusto Cristián Jorge de Hannover |
|        | Valdemar de Dinamarca                                     | 27 de octubre de 1858 14 de enero de 1939      | María de Orleans                         | - Aage Cristián Alejandro Roberto de Dinamarca - Absalón Cristián Jorge de Dinamarca - Éric Federico Cristián Alejandro de Dinamarca - Viggo Cristián Adolfo Jorge de Dinamarca - Margarita Francisca Luisa María Elena de Dinamarca |

## Títulos y tratamientos
Esta tabla aún no está actualizada. Puedes contribuir aportando información sobre títulos y tratamientos de esta persona.

## Honores
Órdenes y condecoraciones nacionales
- Gran Cruz de Dannebrog, 28 de junio de 1840; Grand Commander in Diamonds, 15 November 1863[2]
- Caballero del Elefante, 22 de junio de 1843
- Cruz de Honor de la Orden de Dannebrog

Órdenes y condecaraciones extranjeras
- Ducados de Ascania: Gran Cruz de Alberto el Oso, 18 de enero de 1854[4]
- Imperio austrohúngaro: Gran Cruz de San Esteban, 1867[5]
- Gran Ducado de Baden:[6]
  - Caballero de la Orden de la Fidelidad, 1877
  - Caballero de la Orden de Bertoldo I, 1877
- Reino de Baviera: Caballero de San Huberto, 1888[7]
- Bélgica: Gran Cordón de la Orden de Leopoldo, 10 de septiembre de 1862[8]
- Imperio del Brasil: Gran Cruz de la Orden de Pedro I
- Ducados Ernestinos: Gran Cruz de la Orden de la Casa Ernestina de Sajonia, octubre de 1838[9]
- Francia: Gran Cruz de la Legión de Honor
- Grecia: Gran Cruz del Redentor
- Reino de Hawái: Gran Cruz de la Orden de Kamehameha I
- Hesse-Darmstadt: Gran Cruz de la Orden de Luis, 1 de octubre de 1863[10]
- Hesse-Kassel: Grand Cruz del León Dorado, 22 de septiembre de 1842[11]
- Reino de Italia: Caballero de la Anunciación, 9 de noviembre de 1864[12]
- Imperio del Japón: Gran Cordón de la Orden del Crisantemo, 24 de septiembre de 1886[13]
- Mecklemburgo: Gran Cruz de la Corona Wéndica, con Corona en Mineral, 1872[14]
- México: Gran Cruz del Águila Mexicana, con Collar, 1865[15]
- Mónaco: Gran Cruz de San Carlos
- Principado de Montenegro: Gran Cruz de la Orden del Príncipe Danilo I
- Ducado de Nassau: Caballero del León de Oro de la Casa de Nassau, septiembre de 1859[16]
- Países Bajos: Gran Cruz del León Neerlandés
- Imperio otomano: Yüksek İmtiyaz Nişanı, en Diamantes, 1885[17]
- :
  - Gran Cruz de la Orden Militar de Cristo
  - Gran Cruz de la Torre y la Espada
  - Gran Cruz de la Inmaculada Concepción de Villaviciosa
- Prusia:
  - Caballero del Águila Negra, 8 de diciembre de 1866[18]
  - Gran Cruz del Águila Roja
- Rumania: Gran Cruz de la Estrella de Rumania
- Imperio ruso:
  - Caballero de San Andrés
  - Caballeros de San Alejandro Nevski
  - Caballero del Águila Blanca
  - Caballero de Santa Ana, 1.ª Clase
  - Caballero de San Estanislao, 1.ª Clase
- Sajonia-Weimar-Eisenach: Gran Cruz del Halcón Blanco, 1878[19]
- Reino de Sajonia: Caballero de la Corona de Ruda, 1888[20]
- Principado de Serbia: Gran Cruz de la Cruz de Takovo
- Siam: Gran Cruz del Elefante Blanco
- España: Caballero del Toisón de Oro, 22 de marzo de 1864[21]
- Suecia-Noruega:
  - Caballero de los Serafines, con Collar, 8 de junio de 1848[22]
  - Gran Cruz de San Olaf, 29 de julio de 1869[23]
  - Caballero del León Noruego, 10 de septiembre de 1904[24]
- Túnez: Orden de la Familia Husainid, en Diamantes
- Reino Unido:
  - Gran Cruz Honorario del Baño (civil), 20 de marzo de 1863[25]
  - Caballero de la Jarretera, 17 de junio de 1865[26]
  - Real Cadena Victoriana, 8 de abril de 1904[27]
- Reino de Wurtemberg: Gran Cruz de la Corona de Wurtemberg, 1888[28]

## Ancestros
| \| \| \| \| \| \| \| \| \| \| \| \| \| \| \| \| \| \| \| \| 16. Pedro Augusto de Schleswig-Holstein-Sonderburg-Beck \| \| \| \| \| \| \| \| \| \| \| \| \| \| \| \| \| \| \| \| \| \| \| \| \| \| \| \| \| \| \| \| \| \| \| \| \| \| \| \| \| \| \| \| \| \| \| \| \| \| \| \| \| \| 8. Carlos Antonio de Schleswig-Holstein-Sonderburg-Beck \| \| \| \| \| \| \| \| \| \| \| \| \| \| \| \| \| \| \| \| \| \| \| \| \| \| \| \| \| \| \| \| \| \| \| \| \| \| \| \| \| \| \| \| \| \| \| \| \| \| \| \| \| \| 17. Sofía de Hesse-Philippsthal \| \| \| \| \| \| \| \| \| \| \| \| \| \| \| \| \| \| \| \| \| \| \| \| \| \| \| \| \| \| \| \| \| \| \| \| \| \| \| \| \| \| \| \| \| \| \| \| \| \| \| \| \| \| 4. Federico Carlos de Schleswig-Holstein-Sonderburg-Beck \| \| \| \| \| \| \| \| \| \| \| \| \| \| \| \| \| \| \| \| \| \| \| \| \| \| \| \| \| \| \| \| \| \| \| \| \| \| \| \| \| \| \| \| \| \| \| \| \| \| \| \| \| \| 18. Alberto Cristóbal, burgrave de Dohna-Schlobitten y Leistenau \| \| \| \| \| \| \| \| \| \| \| \| \| \| \| \| \| \| \| \| \| \| \| \| \| \| \| \| \| \| \| \| \| \| \| \| \| \| \| \| \| \| \| \| \| \| \| \| \| \| \| \| \| \| 9. Federica, condesa de Dohna-Schlobitten \| \| \| \| \| \| \| \| \| \| \| \| \| \| \| \| \| \| \| \| \| \| \| \| \| \| \| \| \| \| \| \| \| \| \| \| \| \| \| \| \| \| \| \| \| \| \| \| \| \| \| \| \| \| 19. Sofía Enriqueta de Schleswig-Holstein-Sonderburg-Beck \| \| \| \| \| \| \| \| \| \| \| \| \| \| \| \| \| \| \| \| \| \| \| \| \| \| \| \| \| \| \| \| \| \| \| \| \| \| \| \| \| \| \| \| \| \| \| \| \| \| \| \| \| \| 2. Federico Guillermo de Schleswig-Holstein-Sonderburg-Glücksburg \| \| \| \| \| \| \| \| \| \| \| \| \| \| \| \| \| \| \| \| \| \| \| \| \| \| \| \| \| \| \| \| \| \| \| \| \| \| \| \| \| \| \| \| \| \| \| \| \| \| \| \| \| \| 20. Jorge Adán III, conde de Schlieben \| \| \| \| \| \| \| \| \| \| \| \| \| \| \| \| \| \| \| \| \| \| \| \| \| \| \| \| \| \| \| \| \| \| \| \| \| \| \| \| \| \| \| \| \| \| \| \| \| \| \| \| \| \| 10. Carlos Leopoldo, conde de Schlieben \| \| \| \| \| \| \| \| \| \| \| \| \| \| \| \| \| \| \| \| \| \| \| \| \| \| \| \| \| \| \| \| \| \| \| \| \| \| \| \| \| \| \| \| \| \| \| \| \| \| \| \| \| \| 21. Catalina Dorotea, condesa Finck de Finckenstein-Schönberg \| \| \| \| \| \| \| \| \| \| \| \| \| \| \| \| \| \| \| \| \| \| \| \| \| \| \| \| \| \| \| \| \| \| \| \| \| \| \| \| \| \| \| \| \| \| \| \| \| \| \| \| \| \| 5. Condesa Federica de Schlieben \| \| \| \| \| \| \| \| \| \| \| \| \| \| \| \| \| \| \| \| \| \| \| \| \| \| \| \| \| \| \| \| \| \| \| \| \| \| \| \| \| \| \| \| \| \| \| \| \| \| \| \| \| \| 22. Ahasverus Ernesto, conde de Lehndorff \| \| \| \| \| \| \| \| \| \| \| \| \| \| \| \| \| \| \| \| \| \| \| \| \| \| \| \| \| \| \| \| \| \| \| \| \| \| \| \| \| \| \| \| \| \| \| \| \| \| \| \| \| \| 11. María Leonor, condesa de Lehndorff \| \| \| \| \| \| \| \| \| \| \| \| \| \| \| \| \| \| \| \| \| \| \| \| \| \| \| \| \| \| \| \| \| \| \| \| \| \| \| \| \| \| \| \| \| \| \| \| \| \| \| \| \| \| 23. María Luisa, baronesa de Wallenrodt \| \| \| \| \| \| \| \| \| \| \| \| \| \| \| \| \| \| \| \| \| \| \| \| \| \| \| \| \| \| \| \| \| \| \| \| \| \| \| \| \| \| \| \| \| \| \| \| \| \| \| \| \| \| 1. Cristian IX de Dinamarca \| \| \| \| \| \| \| \| \| \| \| \| \| \| \| \| \| \| \| \| \| \| \| \| \| \| \| \| \| \| \| \| \| \| \| \| \| \| \| \| \| \| \| \| \| \| \| \| \| \| \| \| \| \| 24. Guillermo VIII de Hesse-Kassel \| \| \| \| \| \| \| \| \| \| \| \| \| \| \| \| \| \| \| \| \| \| \| \| \| \| \| \| \| \| \| \| \| \| \| \| \| \| \| \| \| \| \| \| \| \| \| \| \| \| \| \| \| \| 12. Federico II de Hesse-Kassel \| \| \| \| \| \| \| \| \| \| \| \| \| \| \| \| \| \| \| \| \| \| \| \| \| \| \| \| \| \| \| \| \| \| \| \| \| \| \| \| \| \| \| \| \| \| \| \| \| \| \| \| \| \| 25. Dorotea Guillermina de Sajonia-Zeitz \| \| \| \| \| \| \| \| \| \| \| \| \| \| \| \| \| \| \| \| \| \| \| \| \| \| \| \| \| \| \| \| \| \| \| \| \| \| \| \| \| \| \| \| \| \| \| \| \| \| \| \| \| \| 6. Carlos de Hesse-Kassel \| \| \| \| \| \| \| \| \| \| \| \| \| \| \| \| \| \| \| \| \| \| \| \| \| \| \| \| \| \| \| \| \| \| \| \| \| \| \| \| \| \| \| \| \| \| \| \| \| \| \| \| \| \| 26. Jorge II de Gran Bretaña \| \| \| \| \| \| \| \| \| \| \| \| \| \| \| \| \| \| \| \| \| \| \| \| \| \| \| \| \| \| \| \| \| \| \| \| \| \| \| \| \| \| \| \| \| \| \| \| \| \| \| \| \| \| 13. María de Gran Bretaña \| \| \| \| \| \| \| \| \| \| \| \| \| \| \| \| \| \| \| \| \| \| \| \| \| \| \| \| \| \| \| \| \| \| \| \| \| \| \| \| \| \| \| \| \| \| \| \| \| \| \| \| \| \| 27. Carolina de Brandeburgo-Ansbach \| \| \| \| \| \| \| \| \| \| \| \| \| \| \| \| \| \| \| \| \| \| \| \| \| \| \| \| \| \| \| \| \| \| \| \| \| \| \| \| \| \| \| \| \| \| \| \| \| \| \| \| \| \| 3. Luisa Carolina de Hesse-Kassel \| \| \| \| \| \| \| \| \| \| \| \| \| \| \| \| \| \| \| \| \| \| \| \| \| \| \| \| \| \| \| \| \| \| \| \| \| \| \| \| \| \| \| \| \| \| \| \| \| \| \| \| \| \| 28. Cristián VI de Dinamarca \| \| \| \| \| \| \| \| \| \| \| \| \| \| \| \| \| \| \| \| \| \| \| \| \| \| \| \| \| \| \| \| \| \| \| \| \| \| \| \| \| \| \| \| \| \| \| \| \| \| \| \| \| \| 14. Federico V de Dinamarca \| \| \| \| \| \| \| \| \| \| \| \| \| \| \| \| \| \| \| \| \| \| \| \| \| \| \| \| \| \| \| \| \| \| \| \| \| \| \| \| \| \| \| \| \| \| \| \| \| \| \| \| \| \| 29. Sofía Magdalena de Brandeburgo-Kulmbach \| \| \| \| \| \| \| \| \| \| \| \| \| \| \| \| \| \| \| \| \| \| \| \| \| \| \| \| \| \| \| \| \| \| \| \| \| \| \| \| \| \| \| \| \| \| \| \| \| \| \| \| \| \| 7. Luisa de Dinamarca \| \| \| \| \| \| \| \| \| \| \| \| \| \| \| \| \| \| \| \| \| \| \| \| \| \| \| \| \| \| \| \| \| \| \| \| \| \| \| \| \| \| \| \| \| \| \| \| \| \| \| \| \| \| 30. Jorge II de Gran Bretaña (= 26) \| \| \| \| \| \| \| \| \| \| \| \| \| \| \| \| \| \| \| \| \| \| \| \| \| \| \| \| \| \| \| \| \| \| \| \| \| \| \| \| \| \| \| \| \| \| \| \| \| \| \| \| \| \| 15. Luisa de Gran Bretaña \| \| \| \| \| \| \| \| \| \| \| \| \| \| \| \| \| \| \| \| \| \| \| \| \| \| \| \| \| \| \| \| \| \| \| \| \| \| \| \| \| \| \| \| \| \| \| \| \| \| \| \| \| \| 31. Carolina de Brandeburgo-Ansbach (= 27) \| \| \| \| \| \| \| \| \| \| \| \| \| \| \| \| \| \| \| \| \| \| \| \| \| \| \| \| \| \| \| \| \| \| \| \| \| \| \| \| \| \| \| \| \| \| \| \| \| \| \| \| |                                                                   |  |  |  |  |  |  |  |  |  |  |  |  |  |  |  |
| |                                                                   |  |  |  |  |  |  |  |  |  |  |  |  |  |  |  |
| | 16. Pedro Augusto de Schleswig-Holstein-Sonderburg-Beck           |  |  |  |  |  |  |  |  |  |  |  |  |  |  |  |
| |                                                                   |  |  |  |  |  |  |  |  |  |  |  |  |  |  |  |
| |                                                                   |  |  |  |  |  |  |  |  |  |  |  |  |  |  |  |
| | 8. Carlos Antonio de Schleswig-Holstein-Sonderburg-Beck           |  |  |  |  |  |  |  |  |  |  |  |  |  |  |  |
| |                                                                   |  |  |  |  |  |  |  |  |  |  |  |  |  |  |  |
| |                                                                   |  |  |  |  |  |  |  |  |  |  |  |  |  |  |  |
| | 17. Sofía de Hesse-Philippsthal                                   |  |  |  |  |  |  |  |  |  |  |  |  |  |  |  |
| |                                                                   |  |  |  |  |  |  |  |  |  |  |  |  |  |  |  |
| |                                                                   |  |  |  |  |  |  |  |  |  |  |  |  |  |  |  |
| | 4. Federico Carlos de Schleswig-Holstein-Sonderburg-Beck          |  |  |  |  |  |  |  |  |  |  |  |  |  |  |  |
| |                                                                   |  |  |  |  |  |  |  |  |  |  |  |  |  |  |  |
| |                                                                   |  |  |  |  |  |  |  |  |  |  |  |  |  |  |  |
| | 18. Alberto Cristóbal, burgrave de Dohna-Schlobitten y Leistenau  |  |  |  |  |  |  |  |  |  |  |  |  |  |  |  |
| |                                                                   |  |  |  |  |  |  |  |  |  |  |  |  |  |  |  |
| |                                                                   |  |  |  |  |  |  |  |  |  |  |  |  |  |  |  |
| | 9. Federica, condesa de Dohna-Schlobitten                         |  |  |  |  |  |  |  |  |  |  |  |  |  |  |  |
| |                                                                   |  |  |  |  |  |  |  |  |  |  |  |  |  |  |  |
| |                                                                   |  |  |  |  |  |  |  |  |  |  |  |  |  |  |  |
| | 19. Sofía Enriqueta de Schleswig-Holstein-Sonderburg-Beck         |  |  |  |  |  |  |  |  |  |  |  |  |  |  |  |
| |                                                                   |  |  |  |  |  |  |  |  |  |  |  |  |  |  |  |
| |                                                                   |  |  |  |  |  |  |  |  |  |  |  |  |  |  |  |
| | 2. Federico Guillermo de Schleswig-Holstein-Sonderburg-Glücksburg |  |  |  |  |  |  |  |  |  |  |  |  |  |  |  |
| |                                                                   |  |  |  |  |  |  |  |  |  |  |  |  |  |  |  |
| |                                                                   |  |  |  |  |  |  |  |  |  |  |  |  |  |  |  |
| | 20. Jorge Adán III, conde de Schlieben                            |  |  |  |  |  |  |  |  |  |  |  |  |  |  |  |
| |                                                                   |  |  |  |  |  |  |  |  |  |  |  |  |  |  |  |
| |                                                                   |  |  |  |  |  |  |  |  |  |  |  |  |  |  |  |
| | 10. Carlos Leopoldo, conde de Schlieben                           |  |  |  |  |  |  |  |  |  |  |  |  |  |  |  |
| |                                                                   |  |  |  |  |  |  |  |  |  |  |  |  |  |  |  |
| |                                                                   |  |  |  |  |  |  |  |  |  |  |  |  |  |  |  |
| | 21. Catalina Dorotea, condesa Finck de Finckenstein-Schönberg     |  |  |  |  |  |  |  |  |  |  |  |  |  |  |  |
| |                                                                   |  |  |  |  |  |  |  |  |  |  |  |  |  |  |  |
| |                                                                   |  |  |  |  |  |  |  |  |  |  |  |  |  |  |  |
| | 5. Condesa Federica de Schlieben                                  |  |  |  |  |  |  |  |  |  |  |  |  |  |  |  |
| |                                                                   |  |  |  |  |  |  |  |  |  |  |  |  |  |  |  |
| |                                                                   |  |  |  |  |  |  |  |  |  |  |  |  |  |  |  |
| | 22. Ahasverus Ernesto, conde de Lehndorff                         |  |  |  |  |  |  |  |  |  |  |  |  |  |  |  |
| |                                                                   |  |  |  |  |  |  |  |  |  |  |  |  |  |  |  |
| |                                                                   |  |  |  |  |  |  |  |  |  |  |  |  |  |  |  |
| | 11. María Leonor, condesa de Lehndorff                            |  |  |  |  |  |  |  |  |  |  |  |  |  |  |  |
| |                                                                   |  |  |  |  |  |  |  |  |  |  |  |  |  |  |  |
| |                                                                   |  |  |  |  |  |  |  |  |  |  |  |  |  |  |  |
| | 23. María Luisa, baronesa de Wallenrodt                           |  |  |  |  |  |  |  |  |  |  |  |  |  |  |  |
| |                                                                   |  |  |  |  |  |  |  |  |  |  |  |  |  |  |  |
| |                                                                   |  |  |  |  |  |  |  |  |  |  |  |  |  |  |  |
| | 1. Cristian IX de Dinamarca                                       |  |  |  |  |  |  |  |  |  |  |  |  |  |  |  |
| |                                                                   |  |  |  |  |  |  |  |  |  |  |  |  |  |  |  |
| |                                                                   |  |  |  |  |  |  |  |  |  |  |  |  |  |  |  |
| | 24. Guillermo VIII de Hesse-Kassel                                |  |  |  |  |  |  |  |  |  |  |  |  |  |  |  |
| |                                                                   |  |  |  |  |  |  |  |  |  |  |  |  |  |  |  |
| |                                                                   |  |  |  |  |  |  |  |  |  |  |  |  |  |  |  |
| | 12. Federico II de Hesse-Kassel                                   |  |  |  |  |  |  |  |  |  |  |  |  |  |  |  |
| |                                                                   |  |  |  |  |  |  |  |  |  |  |  |  |  |  |  |
| |                                                                   |  |  |  |  |  |  |  |  |  |  |  |  |  |  |  |
| | 25. Dorotea Guillermina de Sajonia-Zeitz                          |  |  |  |  |  |  |  |  |  |  |  |  |  |  |  |
| |                                                                   |  |  |  |  |  |  |  |  |  |  |  |  |  |  |  |
| |                                                                   |  |  |  |  |  |  |  |  |  |  |  |  |  |  |  |
| | 6. Carlos de Hesse-Kassel                                         |  |  |  |  |  |  |  |  |  |  |  |  |  |  |  |
| |                                                                   |  |  |  |  |  |  |  |  |  |  |  |  |  |  |  |
| |                                                                   |  |  |  |  |  |  |  |  |  |  |  |  |  |  |  |
| | 26. Jorge II de Gran Bretaña                                      |  |  |  |  |  |  |  |  |  |  |  |  |  |  |  |
| |                                                                   |  |  |  |  |  |  |  |  |  |  |  |  |  |  |  |
| |                                                                   |  |  |  |  |  |  |  |  |  |  |  |  |  |  |  |
| | 13. María de Gran Bretaña                                         |  |  |  |  |  |  |  |  |  |  |  |  |  |  |  |
| |                                                                   |  |  |  |  |  |  |  |  |  |  |  |  |  |  |  |
| |                                                                   |  |  |  |  |  |  |  |  |  |  |  |  |  |  |  |
| | 27. Carolina de Brandeburgo-Ansbach                               |  |  |  |  |  |  |  |  |  |  |  |  |  |  |  |
| |                                                                   |  |  |  |  |  |  |  |  |  |  |  |  |  |  |  |
| |                                                                   |  |  |  |  |  |  |  |  |  |  |  |  |  |  |  |
| | 3. Luisa Carolina de Hesse-Kassel                                 |  |  |  |  |  |  |  |  |  |  |  |  |  |  |  |
| |                                                                   |  |  |  |  |  |  |  |  |  |  |  |  |  |  |  |
| |                                                                   |  |  |  |  |  |  |  |  |  |  |  |  |  |  |  |
| | 28. Cristián VI de Dinamarca                                      |  |  |  |  |  |  |  |  |  |  |  |  |  |  |  |
| |                                                                   |  |  |  |  |  |  |  |  |  |  |  |  |  |  |  |
| |                                                                   |  |  |  |  |  |  |  |  |  |  |  |  |  |  |  |
| | 14. Federico V de Dinamarca                                       |  |  |  |  |  |  |  |  |  |  |  |  |  |  |  |
| |                                                                   |  |  |  |  |  |  |  |  |  |  |  |  |  |  |  |
| |                                                                   |  |  |  |  |  |  |  |  |  |  |  |  |  |  |  |
| | 29. Sofía Magdalena de Brandeburgo-Kulmbach                       |  |  |  |  |  |  |  |  |  |  |  |  |  |  |  |
| |                                                                   |  |  |  |  |  |  |  |  |  |  |  |  |  |  |  |
| |                                                                   |  |  |  |  |  |  |  |  |  |  |  |  |  |  |  |
| | 7. Luisa de Dinamarca                                             |  |  |  |  |  |  |  |  |  |  |  |  |  |  |  |
| |                                                                   |  |  |  |  |  |  |  |  |  |  |  |  |  |  |  |
| |                                                                   |  |  |  |  |  |  |  |  |  |  |  |  |  |  |  |
| | 30. Jorge II de Gran Bretaña (= 26)                               |  |  |  |  |  |  |  |  |  |  |  |  |  |  |  |
| |                                                                   |  |  |  |  |  |  |  |  |  |  |  |  |  |  |  |
| |                                                                   |  |  |  |  |  |  |  |  |  |  |  |  |  |  |  |
| | 15. Luisa de Gran Bretaña                                         |  |  |  |  |  |  |  |  |  |  |  |  |  |  |  |
| |                                                                   |  |  |  |  |  |  |  |  |  |  |  |  |  |  |  |
| |                                                                   |  |  |  |  |  |  |  |  |  |  |  |  |  |  |  |
| | 31. Carolina de Brandeburgo-Ansbach (= 27)                        |  |  |  |  |  |  |  |  |  |  |  |  |  |  |  |
| |                                                                   |  |  |  |  |  |  |  |  |  |  |  |  |  |  |  |
| |                                                                   |  |  |  |  |  |  |  |  |  |  |  |  |  |  |  |

| Predecesor: Federico VII | Rey de Dinamarca 15 de noviembre de 1863 - 29 de enero de 1906 | Sucesor: Federico VIII |